# Доісторична Греція
Доісторична Греція — хронологічний період в історії Греції з часів палеоліту і до виникнення елладської цивілізації.

## Основні віхи
Найдавніші з неолітичних поселень у Греції виникли на території Фессалії. Поселенці вирощували злаки (пшеницю та ячмінь), а також розводили дрібну домашню худобу. На зламі 4 і 3 тисячоліть до н. е. починають зводитись будинки з саману, між якими прокладені дороги. У центрах поселень споруджувались великі будівлі для вождів — так звані, «протопалаци». Найхарактернішими зразками неолітичних поселень Греції є Діміні, Диспіліо, Лерна і Сескло в материковій Греції, а також ранній шар Кносса на Криті.
1960 року у Петралонській печері на півострові Халкідіки грецький археолог Аріс Пуліанос знайшов череп архантропа, вік якого становить близько 700 тисяч років. Це найдавніша людина Європи.

## Хронологія
Один з варіантів хронології доісторичної Греції базується на даних радіовуглецевого датування печери Франхті. Печера Франхті є унікальним прикладом майже безперервного проживання людей на одній території протягом декількох тисячоліть. Тут виявлені шари часів палеоліту і мезоліту.

### Хронологія А
Материкова Греція в цілому (в тому числі Фессалія, Центральна Греція та Пелопоннес). Наведені нижче дати — калібрована хронологія.
- Докерамічний неоліт — близько 6800 — 6500 рр. до н. е.
- Ранній неоліт — близько 6500 — 5800 рр. до н. е.
- Середній неоліт —близько 5800 — 5300 рр. до н. е.
- Пізній неоліт — близько 5300 — 4500 рр. до н. е.
- Кінцевий неоліт — близько 4500 — 3200 рр. до н. е.

### Хронологія В
Хронологія В, або також Хронологія печери Франхті. Наведені нижче дати некалібровані, тобто засновані на радіовуглецевому датуванні і не зіставлені з даними сусідніх археологічних культур через їх відсутність. Дати наводяться з формулюванням «b.p.» (тобто до «теперішнього часу», під яким умовно розуміється 1950 н. е.).
- Палеоліт — близько 25,000 — 10,300 b.p.
- Мезоліт — близько 10300 — 8000 b.p.
- Докерамічник — неоліт 8000 — 7700 b.p.
- Ранній неоліт — близько 7700 — 7000 b.p.
- Середній неоліт — близько 7000 — 6500 b.p.
- Пізній неоліт — близько 6500 — 5700 b.p.
- Кінцевий неоліт — близько 5700 — 4600 b.p.[2]